# Miasto i miasto
Miasto i miasto (tyt. oryg. The City & The City) – powieść angielskiego pisarza China Miéville z pogranicza kryminału noir, science-fiction i weird fiction. Wydana w 2009 przez wydawnictwo Macmillan, polskie tłumaczenie ukazało się nakładem wydawnictwa Zysk i S-ka w tłumaczeniu Michała Jakuszewskiego w 2010. 
Powieść została uhonorowana wieloma nagrodami: nagrodą Hugo za najlepszą powieść, nagrodą Locusa dla najlepszej powieści fantasy, World Fantasy Award i nagrodą im. Arthura C. Clarke’a w 2010, nagrodą BSFA dla najlepszej powieści w 2009 oraz nagrodą im. Kurda Lasswitza w 2011. W Polsce otrzymała nagrodę Sfinksa za najlepszą powieść zagraniczną w 2011.
Autor opatrzył powieść mottem ze Sklepów cynamonowych Brunona Schulza, a pisarza wymienił we wstępie wśród autorów, u których „zaczerpnął dług”. Specjalnie podziękował także Johnowi Curranowi Davisowi za jego „cudowne tłumaczenia Brunona Schulza”.

## Fabuła
Miasta-państwa Besźel i Ul Qoma, położone w fikcyjnym południowo-wschodnim europejskim kraju, istnieją fizycznie w tej samej przestrzeni – ich obszary się przenikają i uzupełniają, lecz z przyczyn historycznych wzajemnie się ignorują. Inne są budynki, języki, ludzie inaczej się ubierają, a nawet chodzą. Dostrzeganie ludzi i rzeczy należących do tego „drugiego” miasta jest uważane za najpoważniejsze przestępstwo. Inspektor Tyador Borlú z Brygady Najpoważniejszych Zbrodni w Besźel bada morderstwo Mahalii Geary, zagranicznej studentki, znalezionej na ulicy ze zniekształconą twarzą. Wkrótce dowiaduje się, że ofiara była zamieszana w polityczne i kulturowe zawirowania między miastami. Śledztwo zaczyna się w Besźel, potem przenosi się Ul Qomy, a ostatecznie doprowadza śledczego do zmierzenia się z legendą Orciny, trzeciego miasta ponoć istniejącego gdzieś między Besźel i Ul Qoma.

## Recepcja
Literaturoznawcy dopatrują się w powieści – oprócz inspiracji Brunonem Schulzem, co autor sam napomknął we wstępie – także wpływów twórczości Italo Calvino (Jeśli zimową nocą podróżny), Jorge Luisa Borgesa (opowiadanie Tlön, Uqbar, Orbis Tertius ze zbioru Fikcje), czy Alaina Robbe-Grilleta (Gumy). Michael Moorcock, pisząc że autor „udowadnia, że jest równie inteligentny, co oryginalny” porównuje powieść do utworów Philipa K. Dicka, uważa także, że Miéville „demonstruje zdyscyplinowaną inteligencję, przypominającą nieżyjącego Barringtona Bayleya”, zaś sceneria kojarzy mu się z filmem Trzeci człowiek wg scenariusza Grahama Greene’a.
Poruszony został także temat fantastyczności utworu. Recenzent Esensji pisze wręcz, że „Miéville napisał w miarę solidną, spójną książkę. Ale nie jest to literatura fantastyczna”. Także Anna Kańtoch oczekiwała, że „tak skomplikowana konstrukcja nie będzie mogła obyć się bez magii”. Paulina Abriszewska dokonując analizy utworu pisze, że „Jeśli jednym z kluczowych wyznaczników fantastyczności jest utrzymanie odbiorcy w niepewności, to Miéville przewrotnie z tego korzysta”, sugerując, że chodzi o motyw światów równoległych czy dystopię. Niemniej ostatecznie konstatuje, że „Nadal mamy do czynienia z fantastyką, ale nie w ramach takiej konwencji, jakiej pierwotnie się spodziewaliśmy” gdyż „ontologicznie fantastyczne jest niewątpliwie samo miasto i miasto, nieistniejące na rzeczywistej mapie”. Badaczka reasumuje: „po prześledzeniu ścieżki modyfikacji różnych konwencji, estetyk, uwikłań w różnorakie literackie konteksty w powieści brytyjskiego pisarza, można postawić tezę, że Miasto i miasto jest powieścią... science fiction. Kreacja świata przedstawionego to eksperyment myślowy oparty na socjologicznej teorii”.

## Adaptacje
Powieść została zaadaptowana na sztukę teatralną przez Christophera M. Walsha, premiera odbyła się w Lifeline Theatre w Chcago w 2013 roku. 
W kwietniu 2018 pojawiła się serialowa adaptacja książki, emitowana przez BBC. W Polsce serial od jesieni 2018 emitowała stacja Ale Kino+ pod tytułem Miasto równoległe.